# ایگناتس گونتر

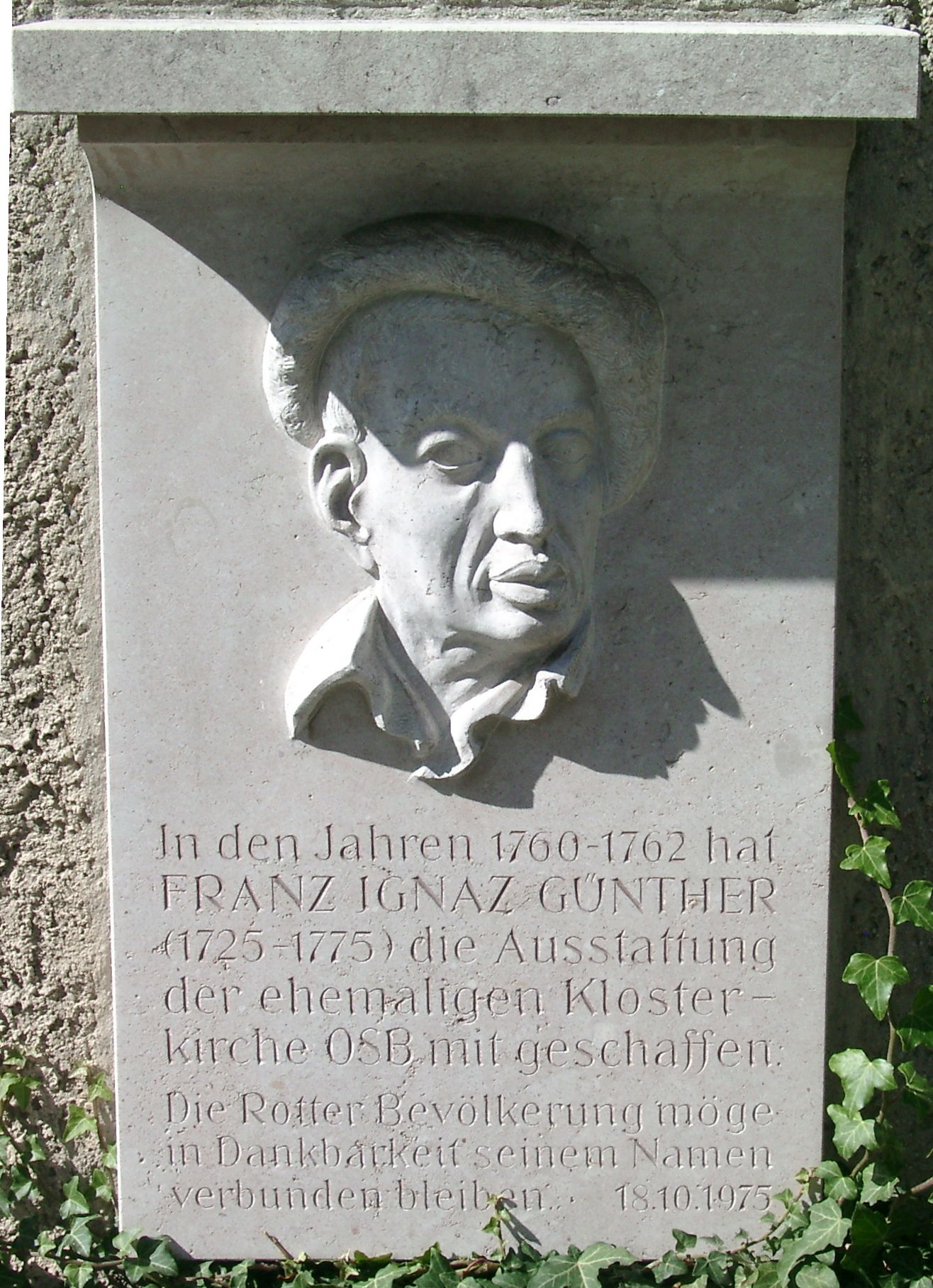
سنگ یادبود ایگناتس گونتر در کلیسای صومعه سابق در روت ام این

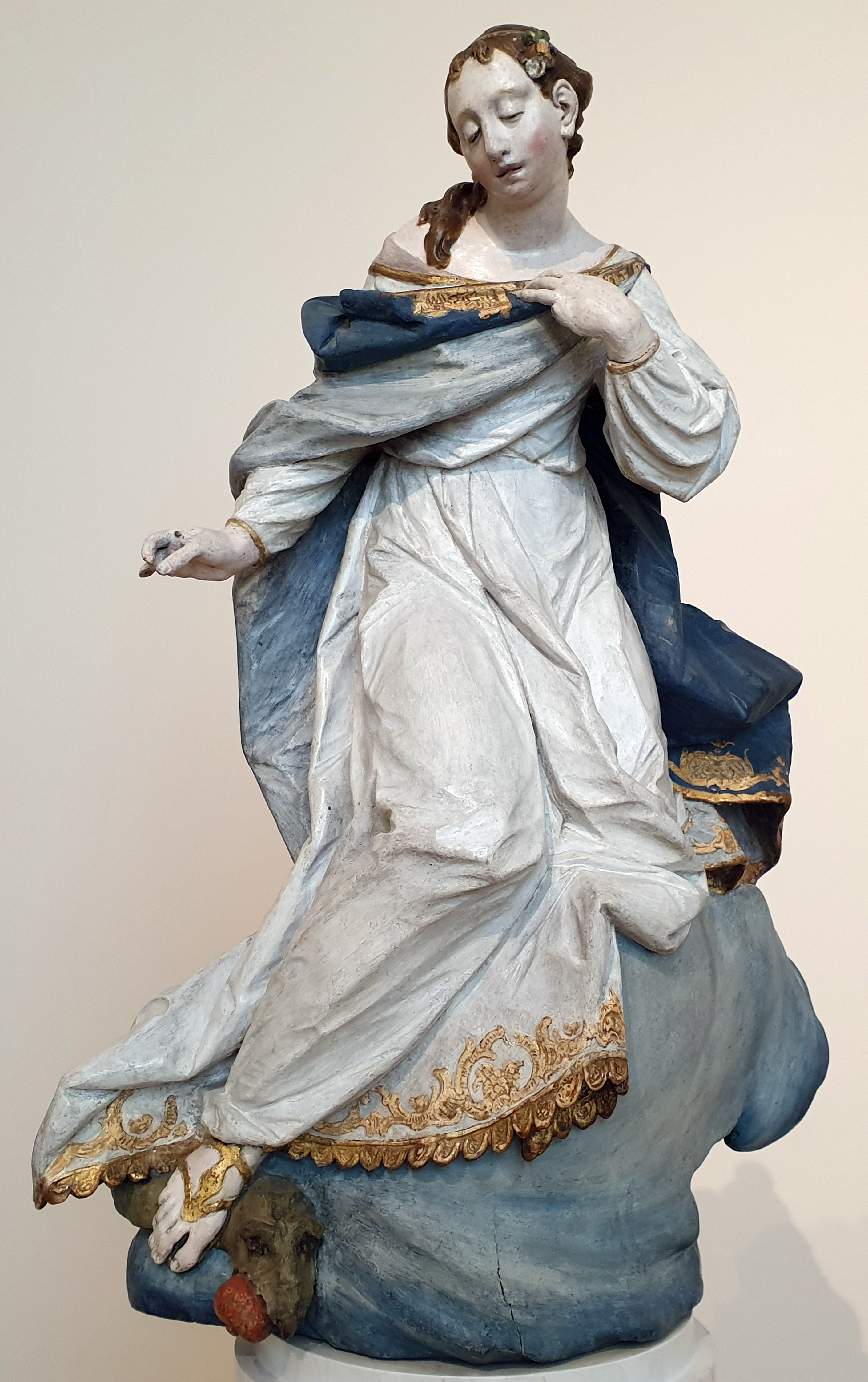
باکرهٔ داغدار اثر گونتر (حدود ۱۷۵۰/۶۰)، اکنون در موزه بود در برلین

ایگناس فرانتس گونتر (به آلمانی: Ignaz Günther) (زاده ۲۲ نوامبر ۱۷۲۵ – درگذشته ۲۷ ژوئن ۱۷۷۵) از مهم‌ترین مجسمه‌سازان و منبت‌کاران دوره روکوکو در باواریا آلمان بود. غالباً موضوعات مذهبی را با چوب می‌ساخت و به منظور القای حس عاطفی، مجسمه‌های خود را رنگ می‌کرد. از جمله آثارش می‌توان به «بشارت» و «باکرهٔ داغدار» اشاره نمود.

## یادداشت
1. ↑  The standard monograph is P. Volk, Ignaz Günther (Regensburg, 1991), building upon Adolf Feulner, Ignaz Günther, kurfürstlich bayerischer Hofbildhauer 1725-1775 (Vienna, 1920) and Günther, der große Bildhauer des bayerischen Rokokos (Munich, 1947)